# Carmen Alfaro Asins
Carmen Alfaro Asins, (Madrid, 8 de mayo de 1952 - 9 de junio de 2005) fue una arqueóloga española. Desde su plaza de conservadora jefe del Departamento de Numismática del Museo Arqueológico Nacional (España) impulsó, en el Monetario, una nueva fase para modernizar el museo.  Como investigadora centró su atención en la Numismática de la Antigüedad y, en especial, en la moneda feno-púnica, en todos sus aspectos.

## Trayectoria
Nació en Madrid, el 8 de mayo de 1952. Obtuvo la licenciatura en  en la especialidad de Prehistoria y Arqueología en 1977, en la Universidad Autónoma de Madrid. Durante el curso 1980-1981 realizó las prácticas profesionales de Museos en la Sección de Numismática siendo contratada por el Ministerio de Cultura (España) el siguiente año, 1982. Entonces preparaba la tesis doctoral bajo la dirección del Dr D. Gratiniano Nieto que, con el título “Las monedas de Gadir/Gades”, leyó en 1983 ante el tribunal que la calificó, por unanimidad, sobresaliente cum laude.
En 1984 ingresó por oposición, en el Cuerpo Facultativo de Conservadores de Museos y obtuvo la plaza de la Sección de Numismática del Museo Arqueológico Nacional.  En 1985 ocupó la plaza de conservadora jefe de la Sección, y desde 1989 fue la Jefa del Departamento de Numismática y Medallística.
Fue vicepresidenta primera de la Junta Directiva de la Comisión Internacional de Numismática (CIN), además de vocal de la Sociedad Iberoamericana de Estudios Numismáticos (SIAEN), por elección, desde enero de 1989.
Como investigadora centró su atención en la Numismática de la Antigüedad y, en especial, en la moneda feno-púnica, en todos sus aspectos.
Recibió diversos premios, entre ellos el Premio Javier Conde Garriga (1994) concedido por la Asociación Numismática Española por el conjunto de su obra y el premio Xavier Calicó (2003) otorgado por la Asociación Española de Numismáticos Profesionales, por la labor desarrollada al frente de su Departamento.

### Museo Arqueológico Nacional
Cuando Carmen Alfaro se hizo cargo de la Sección Numismática del Museo Arqueológico Nacional (España), hacía más de tres décadas que no se exponían al público las colecciones de numismática. Carmen inició una nueva fase. En lo relativo a museografía, organizó numerosas exposiciones para dar a conocer al público los fondos, haciéndolo partícipe de la importancia de la moneda como documento histórico que tiene múltiples lecturas. Abrió las colecciones a investigadores y defendió la ubicación de la biblioteca de numismática dentro del propio Departamento para que fuera más útil a los investigadores.
Trabajó en favor de la protección del Patrimonio Numismático, estudió y publicó los fondos numismáticos de la colección del Museo, dándolo a conocer a través de la publicación de sus catálogos.
En su tarea de difusión organizó exposiciones temporales y fomentó el préstamo de obras. También organizó conferencias, congresos y otros actos con el fin de reactivar la presencia del Monetario en los circuitos científicos nacionales e internacionales. Muestra de ello es el XIII Congreso Internacional de Numismática celebrado en Madrid, del 15 al 19 de septiembre de 2003, la mayor reunión científica internacional. Carmen elaboró las Actas del Congreso, que ya no pudo ver publicadas.

## Investigadora
Su actividad investigadora abarcó desde la moneda feno-púnica hasta la historia del propio Museo Arqueológico Nacional pasando por temas como la circulación monetaria y tecnología fabricación de la moneda en la Antigüedad. Una de sus aportaciones más importantes fue la localización de la ceca púnica de Tagilit. El interés en investigar la moneda feniciopúnica le llevó a investigar las colecciones que conservaba el Museo. Los catálogos de moneda hispánica los publicó en el Sylloge Nummorum Graecorum. De esta forma logró que España participara en esta serie que es un referente esencial en la investigación numismática. 
Destacó como investigadora y autora de más de 60 artículos en revistas especializadas.

## Premios y reconocimientos
- Medalla Presidencial (premio, 1992).
- Javier Conde Garriga (premio,1994) de la Asociación Numismática Española.
- Xavier Calicó (premio, 2003).